# Carole Howald
Pour les articles homonymes, voir Howald.
Carole Howald (née le 29 mars 1993 à Langenthal) est une curleuse suisse.

## Carrière
Carole Howald est étudiante en sciences du sport.

## Équipes
| Saison    | Sauter           | Troisième     | Seconde            | Mener           | Alterner      |
| --------- | ---------------- | ------------- | ------------------ | --------------- | ------------- |
| 2013-2014 | Andréa Marx      | Carole Howald | Adonia Brunner     | Gisèle Beuchat  | Bettina Lanz  |
| 2014-15   | Mélanie Barbezat | Carole Howald | Jenny Perret       | Daniela Rupp    |               |
| 2015-16   | Mélanie Barbezat | Carole Howald | Jenny Perret       | Daniela Rupp    |               |
| 2016-17   | Mélanie Barbezat | Jenny Perret  | Carole Howald      | Daniela Rupp    |               |
| 2017-2018 | Binia Feltscher  | Irène Schori  | Franziska Kaufmann | Carole Howald   |               |
| 2018-2019 | Binia Feltscher  | Carole Howald | Stéfanie Berset    | Larisa Hari     |               |
| 2019-2020 | Binia Feltscher  | Carole Howald | Stéfanie Berset    | Larisa Hari     | Michèle Jäggi |
| 2020-21   | Irène Schori     | Carole Howald | Lara Stocker       | Stéfanie Berset |               |
| 2021–22   | Irène Schori     | Carole Howald | Lara Stocker       | Stéfanie Berset |               |